# 스카이 리스 카고
스카이 리스 카고(영어: SkyLease Cargo)은 미국의 화물 항공사로 본사는 미국 플로리다주 마이애미에 위치해 있으며 허브 공항은 마이애미 국제공항이 있다.

## 역사
1969년 블루벨 항공 주식회사로 설립 했으며 최초의 화물 비행기는 공기에 작업 및 캐주얼 의류를 통해 작업했다. 이후 트레이드 윈드 항공(영어: Tradewinds Airlines)로 한 차례 사명이 변경되었고 취항지는 푸에르토리코의 그린스보로와 노스캐롤라이나주의 제조 공장에 본사 사이에 빠르게 배송을 제공하는 것으로 2008년에 파산 신청 이후 운항을 중단했다. 이후 2010년에 운항이 재개되었고 2011년에 현재의 사명으로 변경했다.

## 운항 노선
- 2012년 1월 기준으로 스카이 리스 카고는 다음과 같이 운항하고 있다.

## 보유 기종
- 2020년 10월 기준으로 스카이 리스 카고는 다음과 같은 기종을 보유하고 있다.[2][3]

### 퇴역 기종
- 에어버스 A300B4F
- 보잉 747-200SF
- 캐나다에어 CL-44
- 록히드 L-1011F 트라이스타
- 맥도널 더글러스 MD-11F
- 맥도널 더글러스 MD-11CF

## 같이 보기
- 미국의 항공사 목록

## 사진

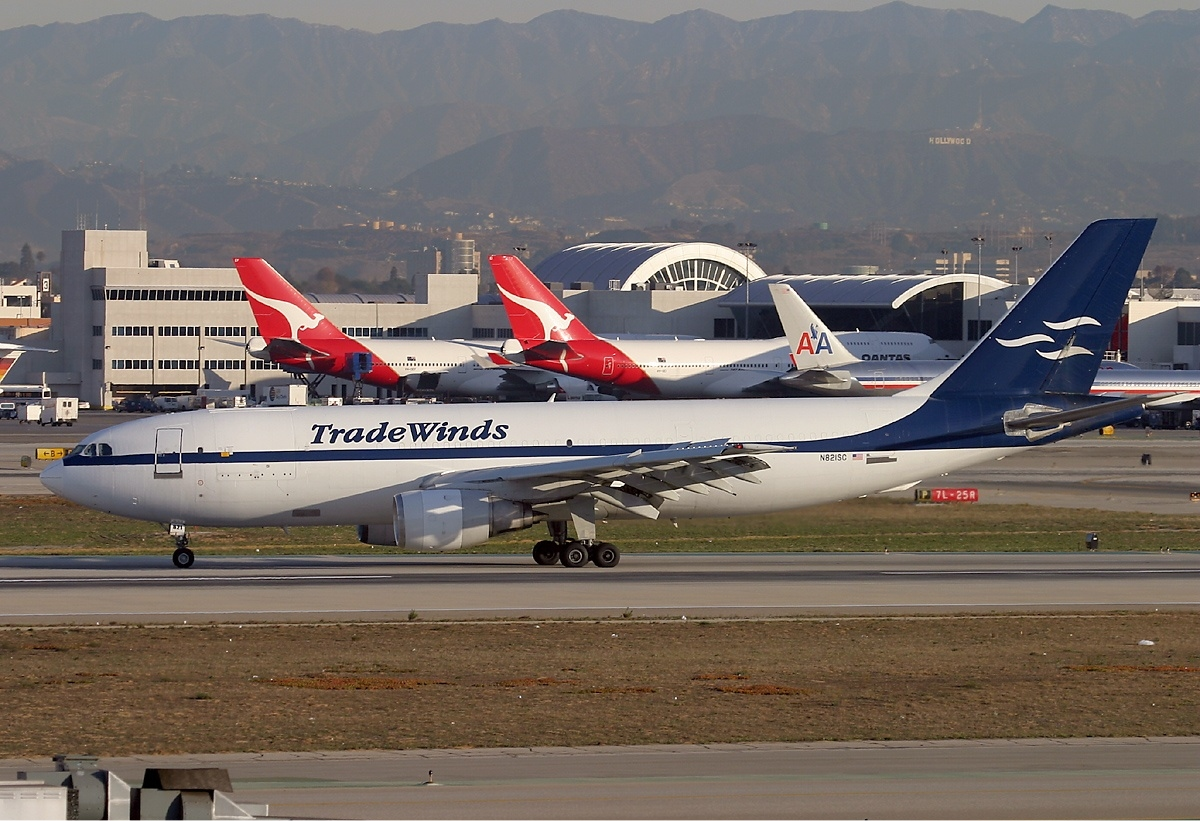
스카이 리스 카고의 에어버스 A300B4-200F (퇴역)
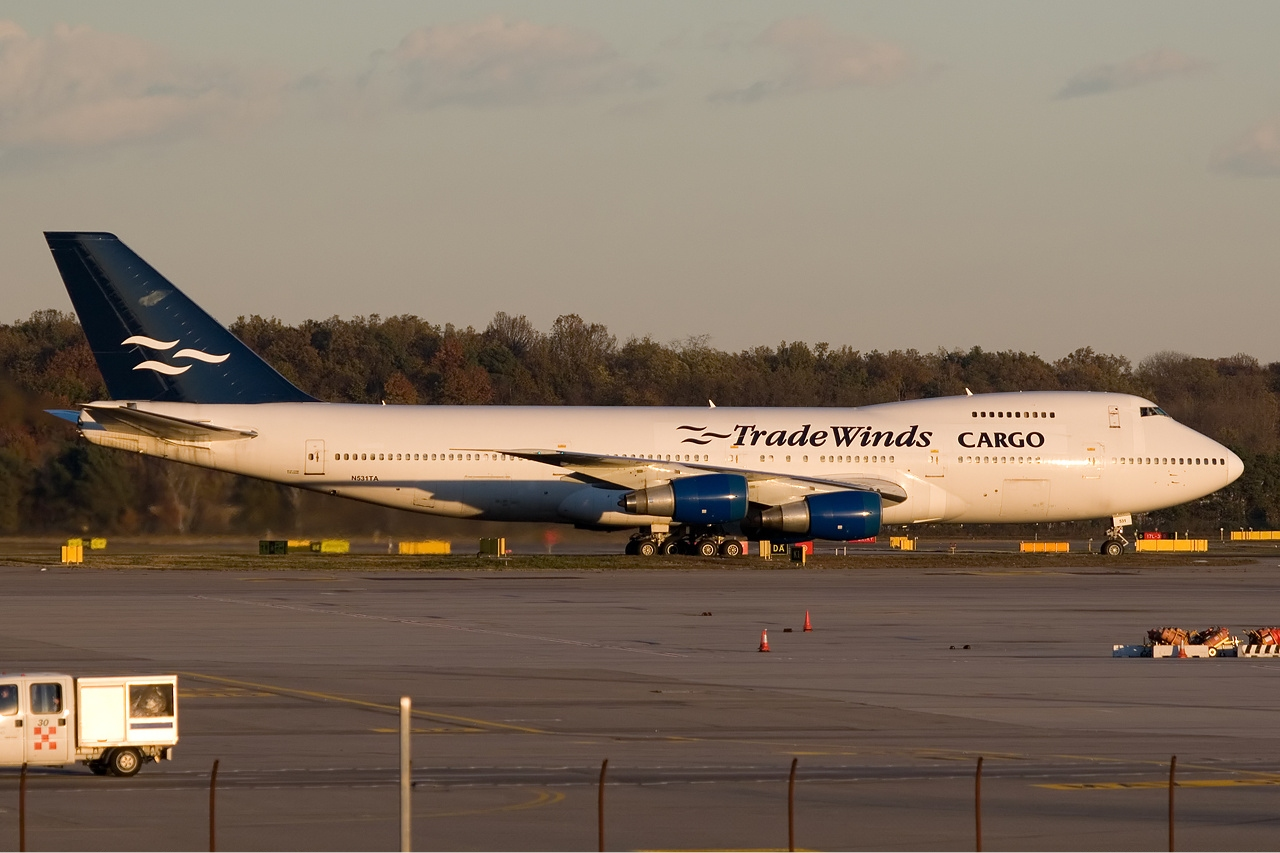
스카이 리스 카고의 보잉 747-200F (퇴역)
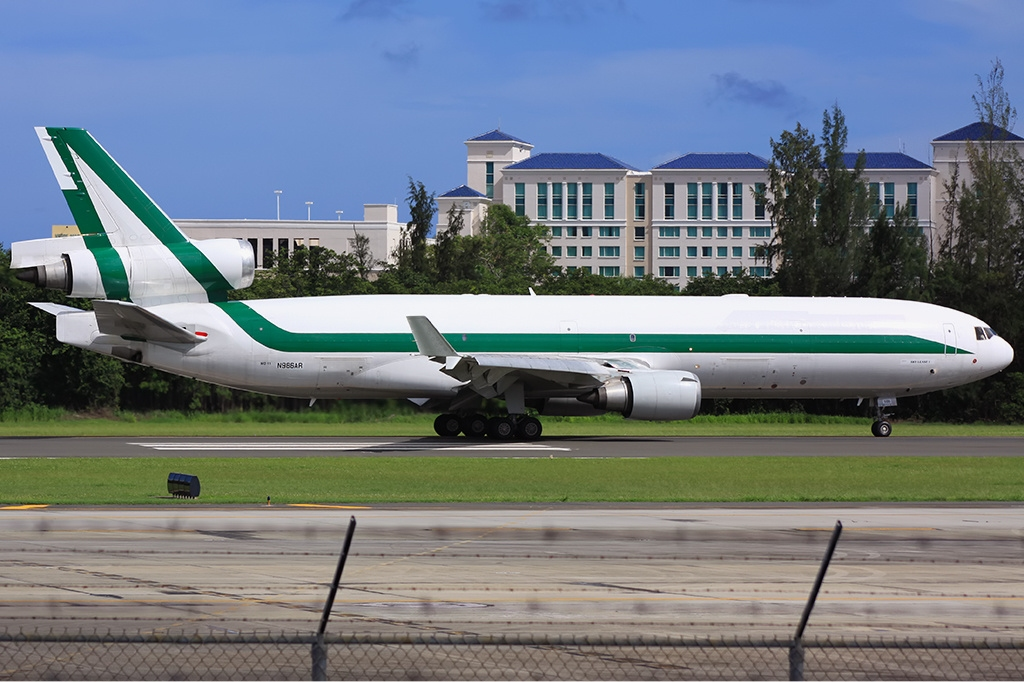
스카이 리스 카고의 맥도넬더글러스 MD-11F (퇴역)